# Kees Otten
Pour les articles homonymes, voir Otten.
Kees Otten est un flûtiste néerlandais né le 28 novembre 1924 à Amsterdam, où il est mort le 25 septembre 2008.

## Biographie
Kees Otten naît le 28 novembre 1924 à Amsterdam.
Il étudie au Lycée musical et au Conservatoire d'Amsterdam, en classes de clarinette et de flûte, avant de se spécialiser dans la flûte à bec.
Ses débuts professionnels datent de 1946. Depuis lors, il est devenu le premier flûtiste à bec soliste néerlandais et comme pédagogue a enseigné la flûte à bec au Lycée musical d'Amsterdam puis au Conservatoire royal de La Haye.
En 1963, Kees Otten fonde l'ensemble de musique ancienne Syntagma Musicum. Il est un précurseur dans la redécouverte du répertoire de la musique de la Renaissance au moyen de l'interprétation historiquement informée.
Comme interprète, il révèle de nombreuses œuvres de compositeurs méconnus tels Jacob Senleches, Francesco Landini, Jacopo da Bologna, Philippus de Caserta ou Arnold de Lantins, notamment dans ses disques Guillaume Dufay et son époque et Monuments de la musique ancienne.
Kees Otten meurt le 25 septembre 2008 à Amsterdam.